# IndyCar
A INDYCAR, LLC, operando com o nome de IndyCar (estilizado como INDYCAR), é o organismo que sanciona as principais competições automobilísticas de monoposto nos Estados Unidos. A liga conta com três competições, a principal conhecida por IndyCar Series, conhecida no Brasil por Fórmula Indy, cuja prova principal é as 500 Milhas de Indianápolis, a Indy NXT, que é a categoria de acesso para a IndyCar Series, e a USF2000, categoria de acesso à já referida Indy Lights, todas as três fazendo parte da "The Road to Indy". A IndyCar é reconhecida como membro da Federação Internacional de Automobilismo (FIA) através da ACCUS.
O corpo de sanção foi formado em  1994 sobre o nome de Indy Racing League, e o certame começou em 1996. O nome INDYCAR foi oficialmente adotado em 1 de Janeiro de 2011. O esporte a motor de monopostos (carros de Fórmula), também historicamente referido como corridas de Championship Car (Carros de Campeonato) ou corridas de Indy, traça seus rumos desde antes de 1905. É o quarto maior corpo de sanção a gerenciar o esporte de corridas de carros de Indy, depois da AAA, da USAC, e da Champ Car.
A IndyCar foi de propiedade da Hulman and Co. até novembro de 2019, quando foi comprada junto com o complexo do Indianapolis Motor Speedway por Roger Penske. Desde então é admnistrada pela Penske Entertainment Corp., uma subsudiária da Penske Corporation.

## História

### Nome IndyCar
"IndyCar" ou "Indy Car" são algumas vezes usados como um nome descritivo para corridas de monopostos nos Estados Unidos. O nome IndyCar é um resultado da ligação fundamental do gênero com as 500 Milhas de Indianápolis (muitas vezes referida como "Indy 500"), uma das corridas mais populares do mundo.
A partir de 1990, o termo IndyCar era frequentemente usado para descrever os carros nos eventos sancionados pela CART, que havia se tornado o órgão dominante nas corridas de open-wheel nos Estados Unidos. As 500 Milhas de Indianápolis, no entanto, continuaram sendo sancionadas pela USAC. A CART reconheceu a Indy 500 em sua calendário e atribuiu pontos para os finalistas nas corridas de 1990 a 1995, apesar de não sancioná-la. As duas entidades operavam separadamente, mas utilizavam o mesmo equipamento.
Em 1992, o Indianapolis Motor Speedway registrou a marca IndyCar no Escritório de Marcas e Patentes dos Estados Unidos e a licenciou para a CART, que renomeou seu campeonato de IndyCar World Series. Todas as referências ao nome "CART" foram decididamente proibidas, já que a série buscava eliminar a confusão percebida de fãs casuais com o termo kart.
Durante a temporada de 1996, a marca IndyCar foi alvo de uma feroz batalha legal. Antes da temporada de 1996, o presidente do Indianapolis Motor Speedway, Tony George, criou sua própria categoria, a Indy Racing League. Em março de 1996, a CART entrou com uma ação contra o Indianapolis Motor Speedway, em um esforço para proteger sua licença para a marca IndyCar, que o Indianapolis Motor Speedway tinha tentado encerrar-la. Em abril, o Indianapolis Motor Speedway entrou com um processo contra a CART para impedi-los de continuar usando a marca. Eventualmente, foi feito um acordo no qual a CART concordou em aposentar o uso da marca IndyCar após a temporada de 1996 e a IRL não poderia usar o nome antes do final da temporada de 2002.
Após um hiato de seis anos, a Indy Racing League, LLC anunciou que mudaria o nome de sua série principal categoria, a IndyCar Series, para a temporada de 2003. A Brickyard Trademarks, Inc., uma subsidiária da Indianapolis Motor Speedway Corporation, é a atual proprietária da marca IndyCar e as licenças que marcam para a Indy Racing League para uso em conexão com a IndyCar Series. A corridas da CART (e sua sucessora Champ Car) fora dos Estados Unidos ainda eram autorizadas a usarem o nome Indy, como Toronto Molson Indy e Lexmark Indy 300, embora a distinção é discutível agora, como as duas categorias se uniram. Após a unificação, uma ênfase pesada foi colocada em não enfatizar o nome da entidade jurídica e suas iniciais e substituí-lo pelo nome IndyCar. Isso se tornou oficial em 1 de janeiro de 2011, quando a Indy Racing League, LLC adotou o nome INDYCAR como sua razão social (mas não como seu nome jurídico). Todos os documentos legais e oficiais, tais como relatórios de corrida, documentos de investigação e declarações de isenção de transmissão, indicam "Indy Racing League LLC". Alguns documentos também podem incluir "d/b/a INDYCAR".

### Fundação da IRL e a dissidência com a CART

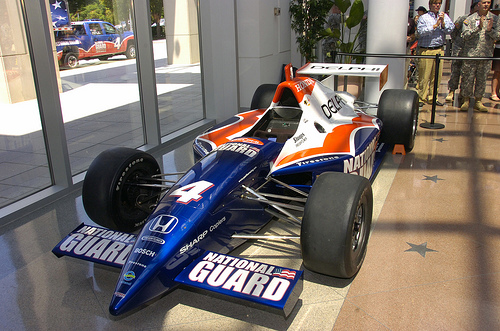
Carro da temporada de 1997.

A Indy Racing League foi fundada em 1994 por Tony George e começou a correr em 1996. A  CART havia sancionado a Indycar desde 1979, quando a organização se afastou a partir de  USAC. George moldou a IRL como uma alternativa de baixo custo, que havia a não-predominância tecnológica e era dominado por poucas equipes, bem como na Fórmula 1. Inicialmente, atraiu algumas das equipes menores, que acreditaram na visão apresentada por Tony George.
A cisão entre a IRL e a CART foi extremamente amarga e ambas categorias sofreram por causa disso.
O ponto mais amargo do conflito entre CART e IRL foi a 500 Milhas de Indianápolis de 1996, há muito considerado a joia da coroa do automobilismo na América do Norte. Após o início da IRL em 1996, Tony George concedeu vagas para 25 carros de equipes da IRL em tempo integral, com apenas oito outros carros sendo permitida a começar. Em retaliação, a CART programou o que era suposto para se tornar seu evento vitrine, o U.S. 500, em Michigan International Speedway no mesmo dia, mas não atraiu o interesse dos fãs e foi interrompido após a sua edição de 1999. Apesar de modificada em 1999, alegava-se que a primeira Indy 500 pós-cisão para CART era tida como prova de George das supostas más intenções contra a CART.
Em 1997, Tony George especificou novas regras técnicas para carros menos caros, assim como seus motores, baseados em especificações da CART que havia sido prevalecido desde 1970. 
Para os próximos anos, quase todas as equipes da CART e pilotos não competiram na IRL. Embora esta situação tenha acontecido, isto permitiu que muitos pilotos americanos pudessem participar de eventos que normalmente teria sido incapaz de conseguirem correr. A situação política turbulenta e a ausência dos melhores pilotos da IndyCar resultou em muitas grandes marcas de patrocinadores e carros produzidos pela CART lançarem uma espécie de sombra sobre as corridas. Foi certamente discutível a substituição de pelo menos razoavelmente bem conhecidos pilotos estrangeiros por quase desconhecidos americanos, que não foi percebida como um ganho real para a competição.
No seu início, a Indy Racing League e Tony George foram criticados por membros da mídia e de alguns concorrentes da CART. As primeiras temporadas da IRL consistiam em horários esparsos, pilotos na sua maioria desconhecidos, e equipes inexperientes, mesmo na Indy 500. Gradativamente, com o cronograma expandido, o calibre dos pilotos melhorou. A IRL começou a permitir equipes da CART a partir de 2000, contribuindo para a última falência da CART como Champ Car, em 2003, e a reunificação das categorias(Indy Racing League e Champ Car) ocorreu na em 2008.
Nos anos posteriores, a IndyCar Series tornou-se semelhante ao da CART a partir do qual se rompeu. O círculo de vencedores da IndyCar está agora dominado por times incluindo aqueles que competiam na CART, tais como Chip Ganassi Racing e Team Penske, um forte contingente de estrangeiros como pilotos, e tem uma programação que inclui circuitos de rua e permanentes, ou seja, competindo com menos freqüência em ovais.
A partir do ano de 2001, os brasileiros passaram a ter uma participação mais incisiva na IRL com Felipe Giaffone e Airton Daré. No ano seguinte a Penske migrou da CART trazendo com ela seus pilotos Hélio Castroneves e Gil de Ferran -vencedores posteriormente da Indy 500 e conquistando 2 vice campeonatos, em 2003 entrou na categoria Tony Kanaan que no ano seguinte veio a conquistar o título da categoria.
Quase todas as provas da IRL foram realizadas em circuitos americanos com exceção de uma realizada no Japão no circuito de Twin Ring Motegi, mais a entrada de um circuito em  São Paulo e foi cogitado até uma corrida na China, porém não realizada. Em 2008 foi realizada uma etapa extracampeonato na Austrália, em Surfers Paradise.

### Reunificação da IRL com a Champ Car

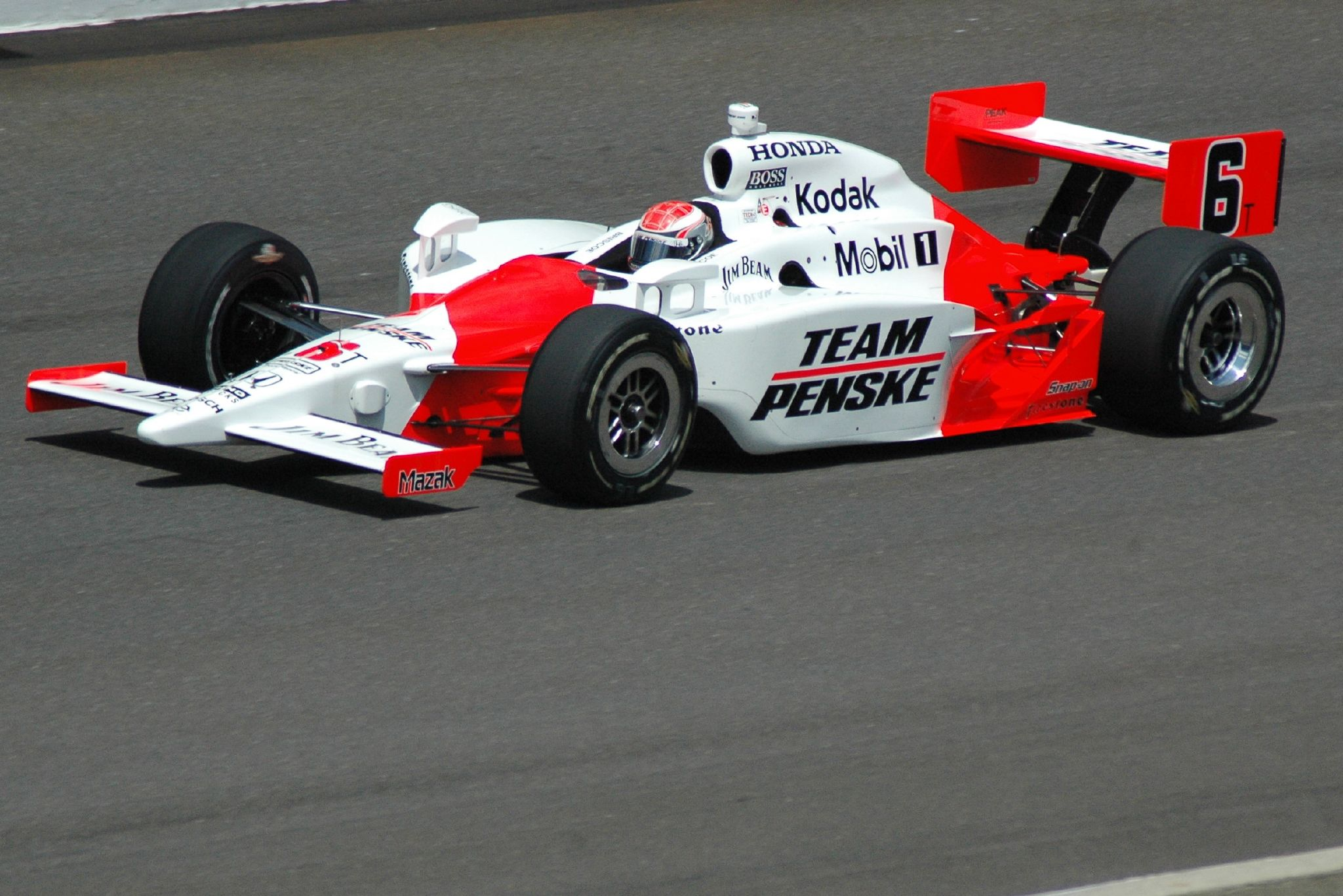
Carro de 2008.

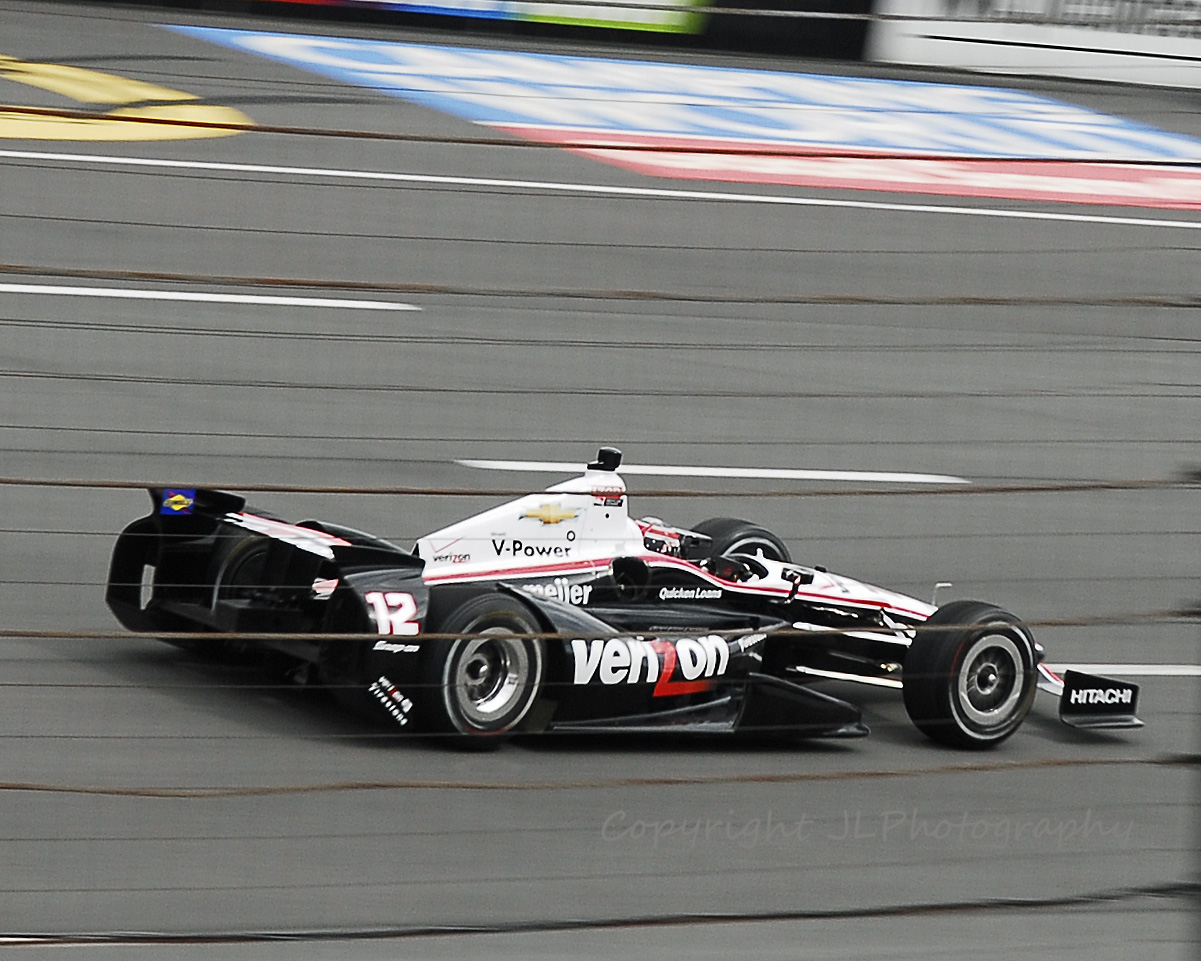
Carros a partir de 2012 com proteção para as rodas traseiras.

Em 2008, ocorreu a reunificação da Champ Car com a IRL. Com isso, a temporada de 2008 marca a unificação das duas categorias surgidas da cisão de 1996. A corrida mais popular da Champ Car, em Edmonton, foi remanejada para o calendário da IRL, enquanto Surfer's Paradise, na Austrália, foi uma prova extra-campeonato (fora do campeonato). Assim, a categoria ficou com 19 datas.  
Um dos motivos principais para a fusão foi o fato de a Champ Car passar por várias dificuldades financeiras, o que obrigou a categoria a pedir falência à justiça americana após o anúncio da unificação. Isto ocasionou uma certa urgência nas negociações entre esta categoria e a IRL, para que as equipes pudessem, o mais rápido possível, ingressar em outra competição e não serem prejudicadas com seus patrocinadores.

## Categorias

### IndyCar Series
"IndyCar Series" - nome da principal categoria a partir da temporada 2003. Devido à resolução judicial com a CART, a IRL não pôde utilizar o nome antes ao início da temporada de 2003.

### Indy Lights
Categoria de acesso criada em 2002.

## Pontuação
Semelhantes a outras categorias, o sistema de pontuação da IRL premia com pontos todos os pilotos que se qualificam a uma prova. Atualmente o primeiro colocado recebe 50 pontos, o segundo 40, o terceiro 35, o quarto 32 e o quinto 30, depois entre o quinto e o décimo colocado mantém uma diferença de dois pontos entre cada um, do décimo ao vigésimo-quinto essa diferença é de um ponto e do vigésimo-quinto e o restante dos pilotos recebem 5 pontos. Um piloto que não largar recebe 2 pontos, metade dos pontos do último colocado. O regulamento também premia em 2 pontos o piloto que completar mais voltas na liderança e com 1 ponto o pole position.
| Posição | 1  | 2  | 3  | 4  | 5  | 6  | 7  | 8  | 9  | 10 | 11 | 12 | 13 | 14 | 15 | 16 | 17 | 18 | 19 | 20 | 21 | 22 | 23 | 24 | 25 | 26 | 27 | 28 | 29 | 30 | 31 | 32 | 33 |
| Pontos  | 50 | 40 | 35 | 32 | 30 | 28 | 26 | 24 | 22 | 20 | 19 | 18 | 17 | 16 | 15 | 14 | 13 | 12 | 11 | 10 | 9  | 8  | 7  | 6  | 5  | 5  | 5  | 5  | 5  | 5  | 5  | 5  | 5  |

## Acidentes fatais
| Piloto        | Data do acidente      | Corrida                             | Circuito                    | Equipe                  | Durante |
| ------------- | --------------------- | ----------------------------------- | --------------------------- | ----------------------- | ------- |
| Scott Brayton | 17 de maio de 1996    | Indianapolis 500                    | Indianapolis Motor Speedway | Team Menard             | Treinos |
| Tony Renna    | 22 de outubro de 2003 | Testes                              | Indianapolis Motor Speedway | Chip Ganassi Racing     | Testes  |
| Paul Dana     | 26 de março de 2006   | Toyota Indy 300                     | Homestead-Miami Speedway    | Rahal Letterman Racing  | Warm up |
| Dan Wheldon   | 16 de outubro de 2011 | IZOD IndyCar World Championship     | Las Vegas Motor Speedway    | Sam Schmidt Motorsports | Corrida |
| Justin Wilson | 24 de agosto de 2015  | Pocono IndyCar 500 fueled by Sunoco | Pocono Raceway              | Andretti Autosport      | Corrida |

## Bandeiras
| Bandeira | Descrição |
| -------- | --- |
|          | Bandeira amarela Perigo logo a frente. Reduza a velocidade. Em ovais, significa a entrada do pace car. Em circuitos mistos o diretor de prova mostra 2 bandeiras sinalizando a entrada do pace car. |
|          | Bandeira azul com lista amarela Dê passagem (o retardatário) a um carro mais veloz que quer ultrapassar.                                                                                            |
|          | Bandeira verde Largada ou Relargada. Pista livre. |
|          | Bandeira vermelha Corrida paralisada devido a acidente, chuva (no caso de circuitos ovais) ou má condição da pista.                                                                                 |
|          | Bandeira listrada em amarelo e vermelho Cuidado. Óleo na pista ou pista escorregadia. |
|          | Bandeira branca Última volta. |
|          | Bandeira xadrez (ou quadriculada) Fim da prova. |
|          | Bandeira branca com cruz vermelha Ambulância na pista ou ajuda médica se faz necessária. |
|          | Bandeira preta com cruz branca Desclassificação do piloto ao qual foi indicada. |
|          | Bandeira vermelha com "X" amarelo Área do pit stop fechada. |
|          | Bandeira preta Piloto obrigado a ir aos pits e seguir orientações dos fiscais de prova. Se for apresentada com bandeira branca, o carro deixa de ter as voltas computadas até ele entrar no pit.    |